# Nord-Ouest (district rural)
Pour les articles homonymes, voir Nord-Ouest.
Nord-Ouest est un district rural du Nouveau-Brunswick au Canada, situé dans le territoire de la commission de services régionaux du Nord-Ouest. La municipalité a été constituée le 1er janvier 2023, à partir des districts de services locaux (DSL) de la paroisse de Madawaska et de la paroisse de Saint-Basile, ainsi que des portions des DSL de la paroisse de Drummond, de la paroisse de Notre-Dame-de-Lourdes, de la paroisse de Rivière-Verte, de la paroisse de Sainte-Anne, de la paroisse de Saint-Jacques, de la paroisse de Saint-Joseph, de la paroisse de Saint-Léonard et de la paroisse de Saint-Quentin.

## Géographie
Le territoire de Nord-Ouest est en deux parties. La principale regroupe la majeure partie du comté de Madawaska. Elle a grossièrement la forme d'un « V » inversé. Elle est limitrophe du Québec à l'ouest et au nord, de Kedgwick, Saint-Quentin et des districts ruraux de Restgouche et Grand Miramichi, à l'est et de Grand-Sault, Vallée-des-Rivières et Edmundston au sud. Également, une portion de d'environ quatre kilomètres de ce territoire borde le fleuve Saint-Jean, au sud duquel se trouve les États-Unis, plus précisément l'état du Maine. La plus petite partie du territoire du district rural, plus à l'ouest, est bordée à l'est par la cité d'Edmundston, au nord par le Québec ainsi qu'à l'ouest et au sud par la communauté rurale de Haut-Madawaska.